# Calanthe davidii
Calanthe davidii är en orkidéart som beskrevs av Adrien René Franchet. Calanthe davidii ingår i släktet Calanthe och familjen orkidéer. Inga underarter finns listade i Catalogue of Life.